# Yasunari Kawabata
Yasunari Kawabata (Osaka, 11 de junho de 1899 — Kamakura, Kanagawa, 16 de abril de 1972) foi um escritor japonês, o primeiro de seu país a ser galardoado com o Prêmio Nobel de Literatura, em 1968.

## Biografia

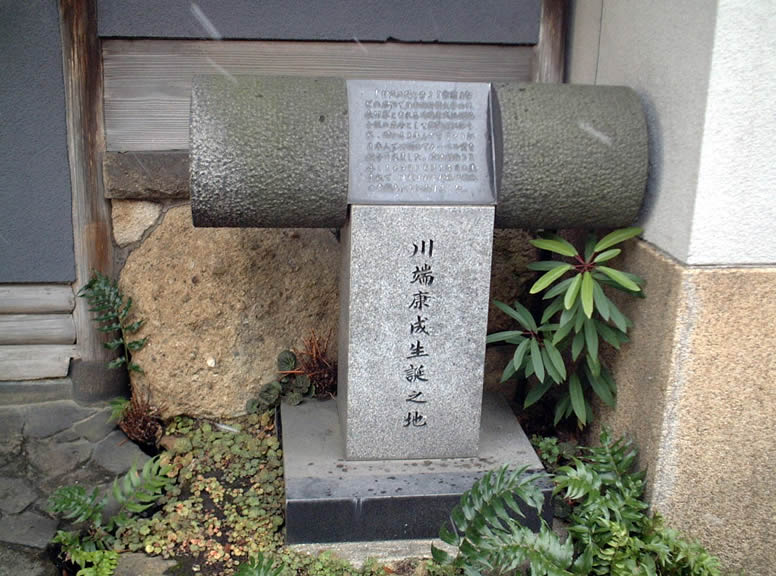
Monumento no local de nascimento de Kawabata.

A vida de Yasunari Kawabata foi marcada desde cedo por acontecimentos trágicos e pela solidão. Filho de um médico culto, ele se tornou órfão de ambos os pais com apenas quatro anos de idade, tendo sido então criado no campo por seus avós paternos. Ele tinha uma irmã mais velha, a qual foi entregue aos cuidados de uma tia, mas eles se conheceram somente mais tarde, em julho de 1909, quando Kawabata tinha dez anos de idade, e ela veio a falecer no ano seguinte. Com sete anos (setembro de 1906) perdeu sua avó e, com catorze anos (maio de 1914), o avô. Tendo perdido todos os seus parentes mais próximos, Kawabata se mudou para a família de sua mãe, os Kurodas, porém acabou matriculado em um internato próximo da escola de ensino secundário a que ele outrora ia de trem. Durante o tempo em que frequentava o liceu científico, optou por se tornar escritor após escrever alguns contos; antes disso, quando era criança, desejava se dedicar à pintura.

## Juventude

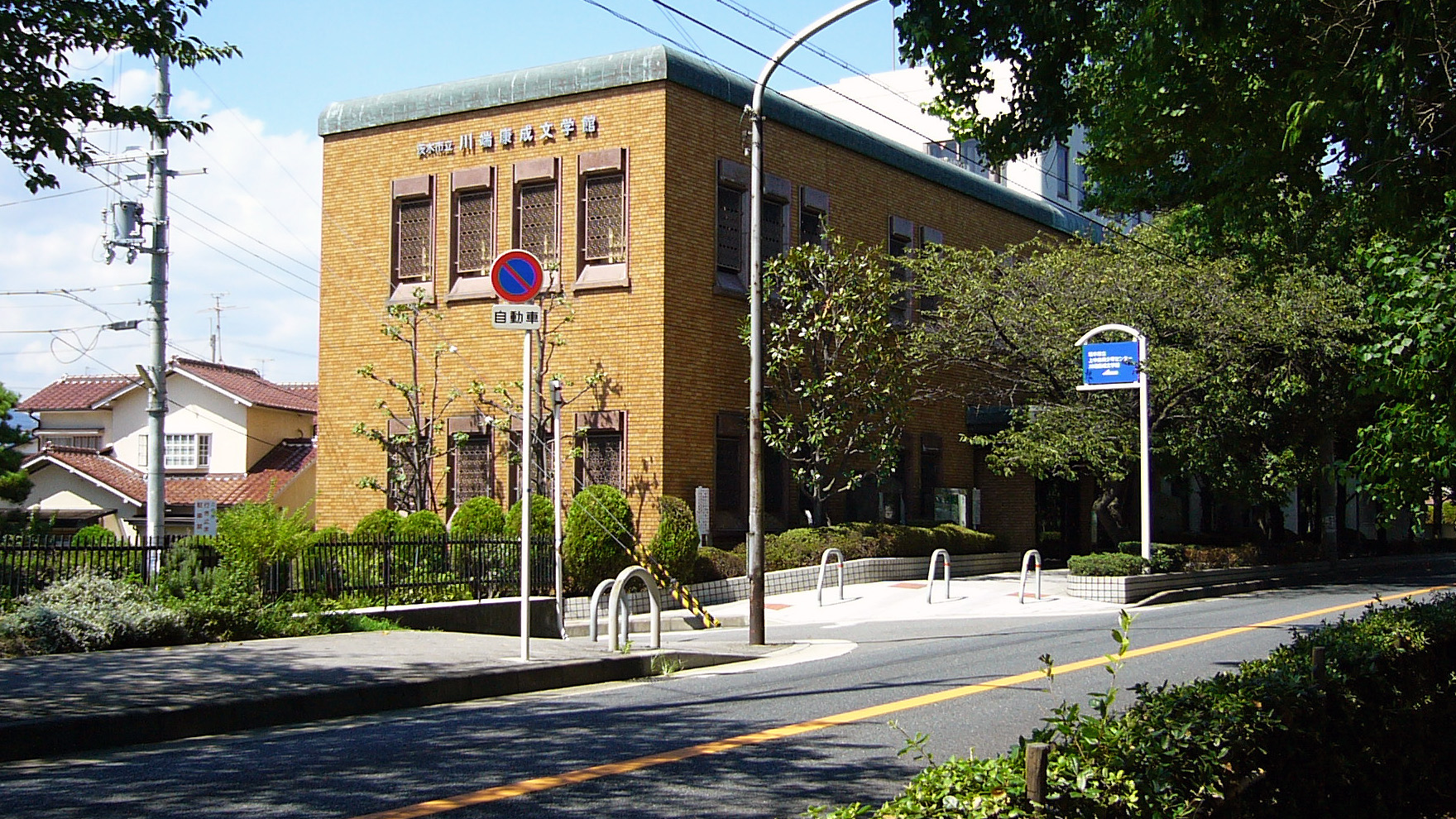
Museu Yasunari Kawabata

Em 1920, Kawabata ingressou na Universidade Imperial de Tóquio. 
Em 1921, fundou a revista Xin-Xicho (Pensamento Novo) e, juntamente com Yokimitsu Riichi, criou um jornal de letras –Bungei Jidai (Anos Literários), visando a promover um novo movimento literário, o Xinkankakuha (Sensações Literárias), que tinha como principais preocupações, segundo os autores, a apresentação de "novas sensações" na literatura, considerando a arte pura como missão primordial do escritor. Nessa revista publicou, em 1926, Izu no Odoriko, uma história que explorava o erotismo do amor juvenil, com imagens líricas inspiradas em escrituras budistas e poetas medievais japoneses. Iniciara, porém, sua carreira como escritor com narrativas breves, mais tarde denominadas Tanagokoro no shôsetsu ("Contos da Palma da Mão"), hoje considerado um gênero típico de Kawabata.

## Idade adulta
Em 1931, já casado, mudou-se para Kamakura, antiga capital dos samurais, ao norte de Tóquio. O seu primeiro romance foi Yukiguni ("Terra de Neve" em Portugal e "O país das neves" no Brasil), começado em 1934 e publicado gradualmente de 1935 a 1937. Relata a história de amor entre um homem diletante da cidade de Tóquio e uma gueixa de uma povoação remota onde este encontra um refúgio do stress da sua vida citadina. Este romance colocou Kawabata imediatamente na posição de um dos escritores japoneses mais importantes e promissores, tornando-se o romance num clássico instantâneo que é, hoje, considerado uma das suas mais importantes obras-primas.
Apesar de, durante a Segunda Guerra Mundial, ter permanecido neutro, após o final da guerra, no fim dos anos sessenta, engajou-se em manifestações políticas, participou de campanhas de candidatos conservadores e condenou a Revolução Cultural chinesa. Iniciou em 1949 a série "Mil Garças", em que constam o célebre Senbazuru ("Nuvens de Pássaros Brancos"), e Yama no Oto ("O Som da Montanha").
Outras obras suas são Nemurero Bijo ("A Casa das Belas Adormecidas"), Utsukushisa to Kanashimi to ("Beleza e Tristeza") e Koto ("Kyoto" em Portugal). No entanto o romance que Kawabata considerava ser o seu melhor foi Meijin, publicado entre 1951 e 1954.
Kawabata foi ainda membro da Academia Imperial e presidente do Pen Club do Japão, atuando em várias reuniões internacionais de escritores.
Ao receber o Nobel de Literatura de 1968, em seu discurso condenou o suicídio, lembrando vários amigos escritores que haviam morrido dessa forma. Em 1972, porém, em meio a um surto depressivo, suicidou-se em Zushi, perto de Yokohama.

## Estilo
Inicialmente Kawabata fez experimentações com técnicas surrealistas, porém aos poucos se torna impressionista, combinando a estética japonesa com narrativas psicológicas e erotismo.
O estilo de escrita de Yasunari Kawabata distingue-se por uma linguagem suave, mais abstracta que descritiva, onde predomina a subjectividade em relação à objectividade, aproximando-se muitas vezes da prosa poética.
Por seu tratamento de atmosferas e cores, ficou conhecido como alguém que "pintava as palavras" de branco irradiante, praticamente sem outras cores, como se vê em "O País das Neves" e em "Nuvens de Pássaros Brancos".
A solidão, a angústia da morte e a atração pela psicologia feminina foram seus temas constantes. 

## Obras selecionadas
| Ano             | Título em japonês                            | Edições em Portugal                                                             | Edições no Brasil |
| 1926            | 伊豆の踊り子 Izu no odoriko                  |                                                                                 | A Dançarina de Izu (Estação Liberdade) Tradução do japonês de Carlos Hiroshi Usirono                                                                |
| 1930            | 浅草紅團 Asakusa Kurenaidan                  |                                                                                 | A Gangue Escarlate de Asakusa (Estação Liberdade) Tradução do japonês de Meiko Shimon                                                               |
| 1935–1937, 1947 | 雪國 Yukiguni                                | Terra de Neve (Dom Quixote) Tradução indireta de Armando da Silva Carvalho      | O País das Neves (Estação Liberdade) Tradução do japonês de Neide Hissae Nagae                                                                      |
| 1951–1954       | 名人 Meijin                                  |                                                                                 | O Mestre do Go (Estação Liberdade) Tradução do japonês de Meiko Shimon                                                                              |
| 1949–1952       | 千羽鶴 Senbazuru                             | Chá e Amor (Vega) Tradução indireta de Pedro Alvim                              | Mil Tsurus (Estação Liberdade) Tradução do japonês de Drik Sada Nuvens de Pássaros Brancos (Nova Fronteira) Tradução indireta de Paulo Hecker Filho |
| 1949–1954       | 山の音 Yama no Oto                           |                                                                                 | O Som da Montanha (Estação Liberdade) Tradução do japonês de Meiko Shimon                                                                           |
| 1954            | みづうみ（みずうみ） Mizuumi                 |                                                                                 | Mizuumi (Estação Liberdade) Tradução do japonês de Meiko Shimon                                                                                     |
| 1961            | 眠れる美女 Nemureru Bijo                     | A Casa das Belas Adormecidas (Dom Quixote) Tradução indireta de Luís Pignatelli | A Casa das Belas Adormecidas (Estação Liberdade) Tradução do japonês de Meiko Shimon                                                                |
| 1962            | 古都 Koto                                    | Kyoto (Dom Quixote) Tradução indireta de Virgílio Martinho                      | Kyoto (Estação Liberdade) Tradução do japonês de Meiko Shimon                                                                                       |
| 1964            | 美しさと哀しみと Utsukushisa to Kanashimi to | A Beleza e a Tristeza (Dom Quixote)                                             | Beleza e Tristeza (Estação Liberdade) Tradução do japonês de Lídia Ivasa Beleza e Tristeza (Globo) Tradução indireta de Alberto Alexandre Martins   |
|                 | 掌の小説 Tenohira no Shōsetsu                |                                                                                 | Contos da Palma da Mão (Estação Liberdade) Tradução do japonês de Meiko Shimon                                                                      |